# Upton, Merseyside
Upton är en ort i distriktet Wirral, i grevskapet Merseyside, i England. Ward hade 16 376 invånare år 2021. Upton by Birkenhead var en civil parish fram till 1933 när blev den en del av Birkenhead St Mary och Wallasey. Civil parish hade 2 564 invånare år 1931. Byn nämndes i Domedagsboken (Domesday Book) år 1086, och kallades då Optone.